# Злосторница: Част втора
„Злосторница: За добро“ или „Злосторница: Част втора“ (на английски: Wicked For Good) е предстоящ американски мюзикъл фентъзи филм от 2025 г. на режисьора Джон М. Чу по сценарий на Уини Холцман. Той е продължение на „Злосторница“ (2024) и вторият филм от двуделната филмова адаптация на едноименния мюзикъл от Стивън Шварц и Холцман, който се превръща в роман, написан от Грегъри Магуайър през 1995 г. Във филма участват Синтия Ериво, Ариана Гранде, Мишел Йео, Джеф Голдблум, Джонатан Бейли, Итън Слейтър, Мариса Боуд, Боуен Янг, Бронуин Джеймс, Киала Сетъл и Питър Динклидж. Филмът е предвиден да излезе по кината в Съединените щати, разпространяван от „Юнивърсъл Пикчърс“, на 26 ноември 2025 г.

## Актьорски състав
- Синтия Ериво – Елфаба Троп, млада жена със зелена кожа, която по-късно ще стане Лошата вещица от Запада.[2][3]
- Ариана Гранде – Галинда Ъпланд, популярна млада жена, която по-късно ще стане добрата вещица Глинда.[2][3]
- Мишел Йео – Мадам Морибъл, декан на университета „Шиз“[4]
- Джонатан Бейли – Фиеро Тигелар, уинкски принц, който среща Елфаба и Галинда в училището.[5]
- Итън Слейтър – Бок, мънчкин, който е влюбен в Глинда.[3]
- Мариса Боуд – Несароуз Троп, параплегичната малка сестра на Елфаба, който по-късно ще стане Лошата вещица на Изтока.[6]
- Питър Динклидж – гласът на доктор Диламонд, професор в университета „Шиц“[7]
- Боуен Янг – Пфани, един от приятелите на Галинда в колежа.[6]
- Браунуин Джеймс – ШенШен, друга приятелка на Галинда в колежа.[6]
- Кеала Сетъл – мис Кодъл
- Арън Тео – Аверик, приятел на Фиеро
- Гресия де ла Паз – Джилиган
- Колин Майкъл Кармайкъл – професор Никидик, професор в университета „Шиц“
- Адам Джеймс – бащата на Глинда

Дороти Гейл, фермерското момиче в Канзас, която е транспортирана в земята Оз от торнадо с кучето си Тото, ще присъстват във филма.

## Постпродукция и визуални ефекти
На 6 февруари 2024 г. е потвърдено в „Туитър“, че „Индустриал Лайт анд Маджик“ и „Фреймстор“ ще осигурят визуалните ефекти на филма. Пабло Хейман е ръководител на визуалните ефекти за продукцията, а Чу работи дистанционно с монтажиста Майрън Кърстейн чрез комуникация през новоиздадения „Апъл Вижън Про“.

## Музика
Саундтрак албумите за двата филма ще бъдат издадени от „Репъблик Рекърдс“ и „Върв Лейбъл Груп“.

## Премиера
Филмът е насрочен да излезе по кината във форматите RealD 3D, IMAX и Dolby Cinema на 26 ноември 2025 г. от Юнивърсъл Пикчърс, след което преди това е насрочен да излезе на 25 декември 2025 г.